# Colpochila leo
Colpochila leo är en skalbaggsart som beskrevs av Britton 1986. Colpochila leo ingår i släktet Colpochila och familjen Melolonthidae. Inga underarter finns listade i Catalogue of Life.